# آبشار اوکسارارفوس
آبشار اوکسارارفوس (به ایسلندی: Öxarárfoss) آبشاری است که در کشور ایسلند واقع شده‌است و بلندترین ریزشگاه آن ۱۲۲ متر ارتفاع دارد. حوضهٔ آبریز این آبشار، رود اوکسارا است.